# مارینفلس
مارینفلس (به آلمانی: Marienfels) یک شهر در آلمان است که در Verbandsgemeinde Nastätten واقع شده‌است. مارینفلس ۳۴۸ نفر جمعیت دارد.